# Dubovik
Dubovik es una localidad de Croacia situada en el municipio de Podcrkavlje, en el condado de Brod-Posavina. Según el censo de 2021, tiene una población de 86 habitantes.

## Demografía
| Gráfica de población de Dubovik 1857-2021                          |
|                                                                    |
| Según los censos de población de la Oficina de Estadísticas Croata |